# Muxika
Muxika (spanisch Múgica) ist eine Gemeinde (Municipio) in der spanischen Provinz Bizkaia der Autonomen Gemeinschaft Baskenland in der Comarca Busturialdea (Duranguesado). Muxika hat 1.545 Einwohner (Stand: 2024), die mehrheitlich baskischsprachig sind.
Muxika wurde 1966 aus den sog. anteiglesias Ugarte, Grozika und Ibarruri gebildet. Der Verwaltungssitz befindet sich in Ugarte.

## Lage
Muxika liegt etwa 27 Kilometer ostnordöstlich von Bilbao in einer Höhe von ca. 30 m. 

## Einwohnerentwicklung
| 1970 | 1981 | 1991 | 2001 | 2011 | 2021 |
| ---- | ---- | ---- | ---- | ---- | ---- |
| 2043 | 1588 | 1443 | 1341 | 1477 | 1475 |

## Sehenswürdigkeiten
- Vinzenzkirche in Ugarte
- Marienkirche in Ibarruri
- Marienkirche in Gorozika
- Peterskapelle in Ibarruri
- Johanniskapelle in Aiuria
- Laurentiuskapelle in Maguma
- Rathaus

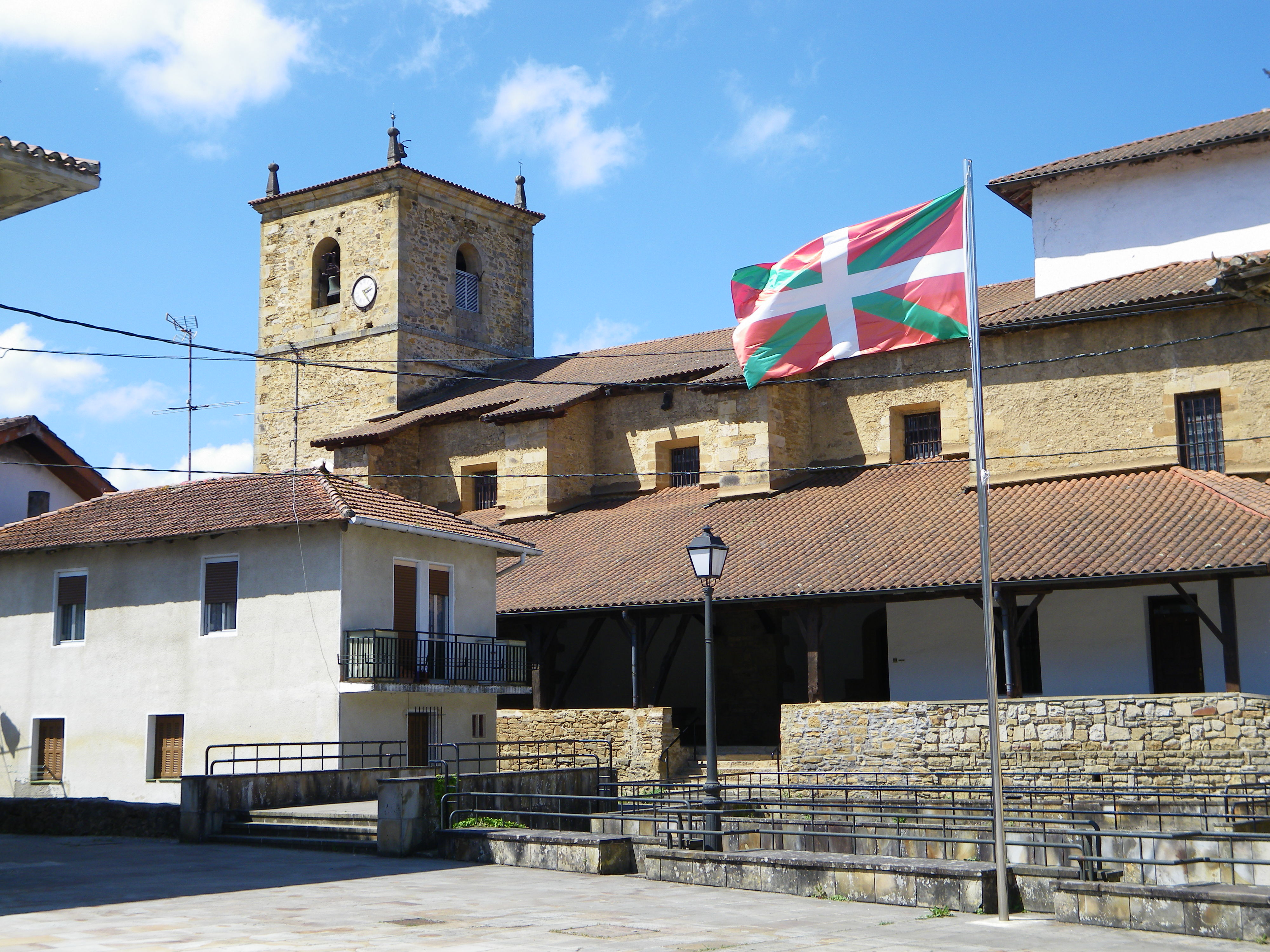
Vinzenzkirche
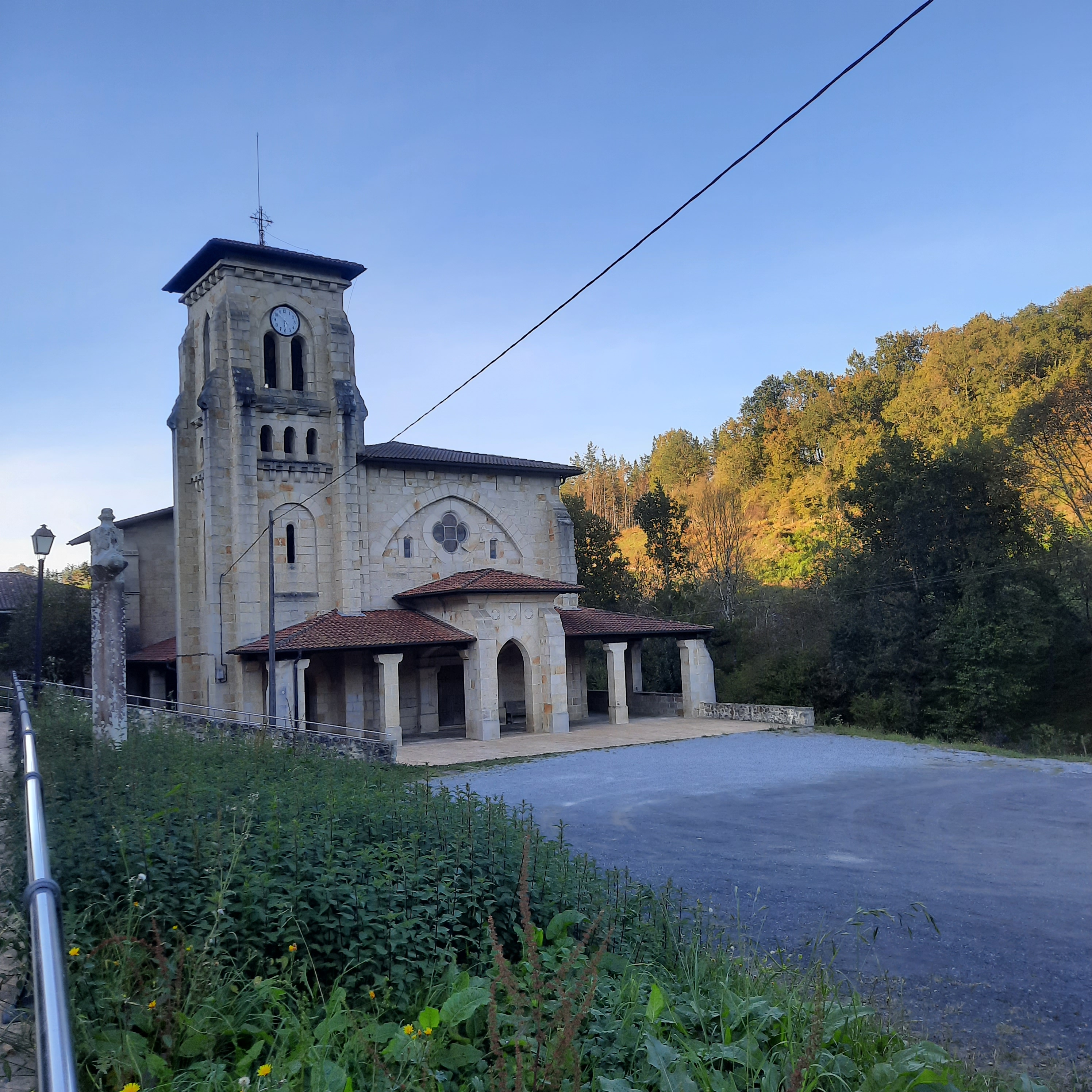
Marienkirche  in Ibarruri
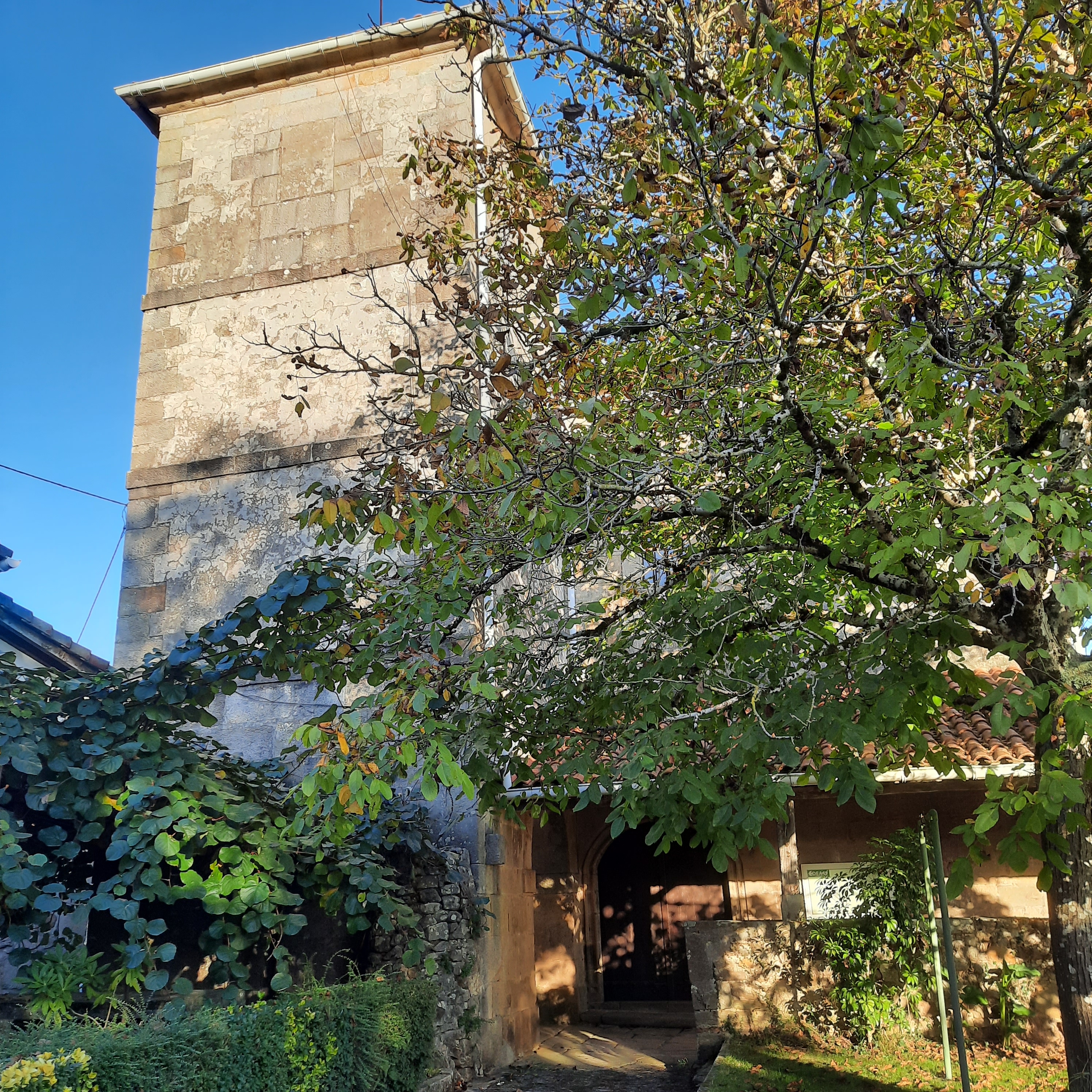
Marienkirche in Gorozika
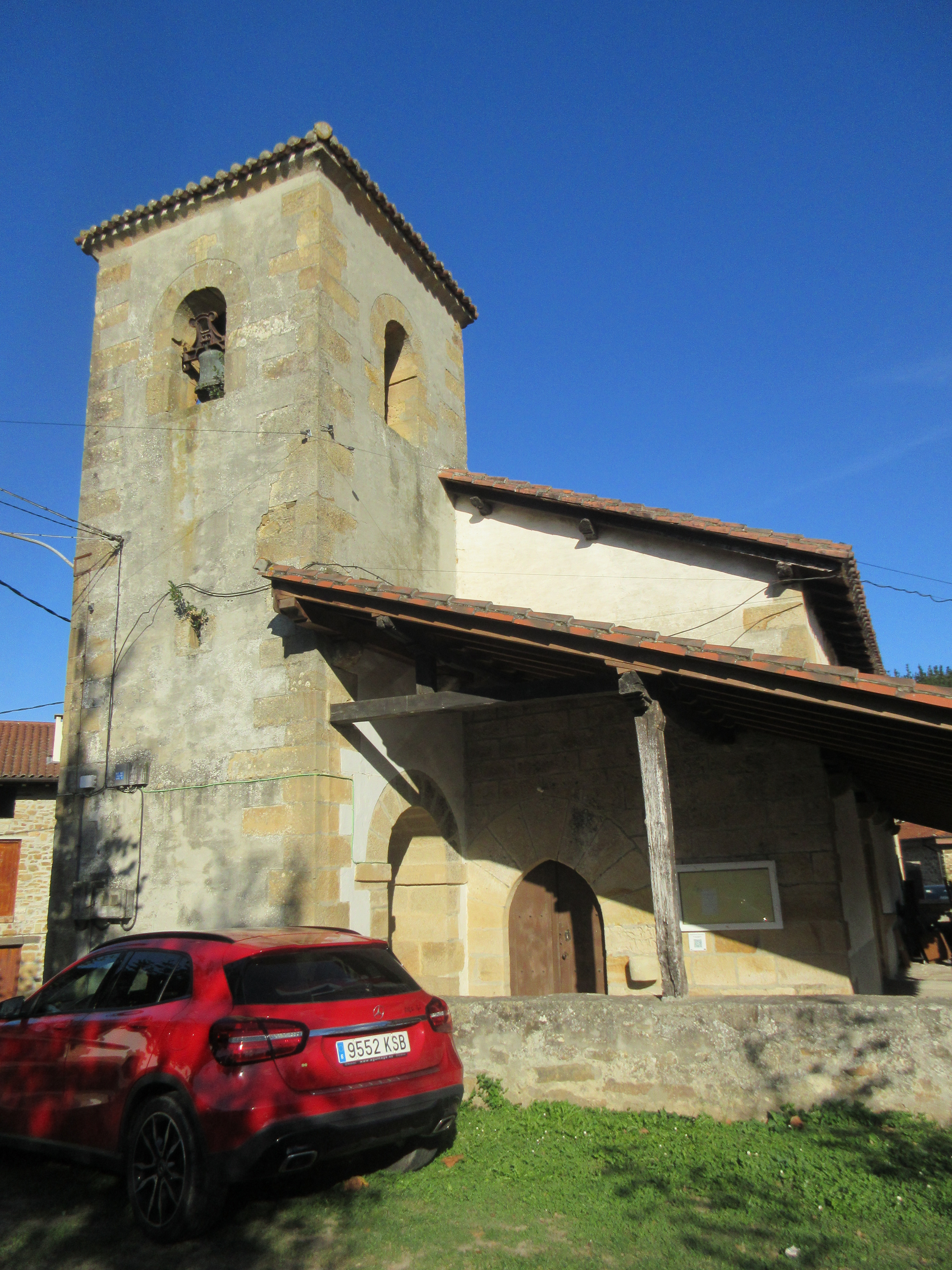
Johanniskapelle
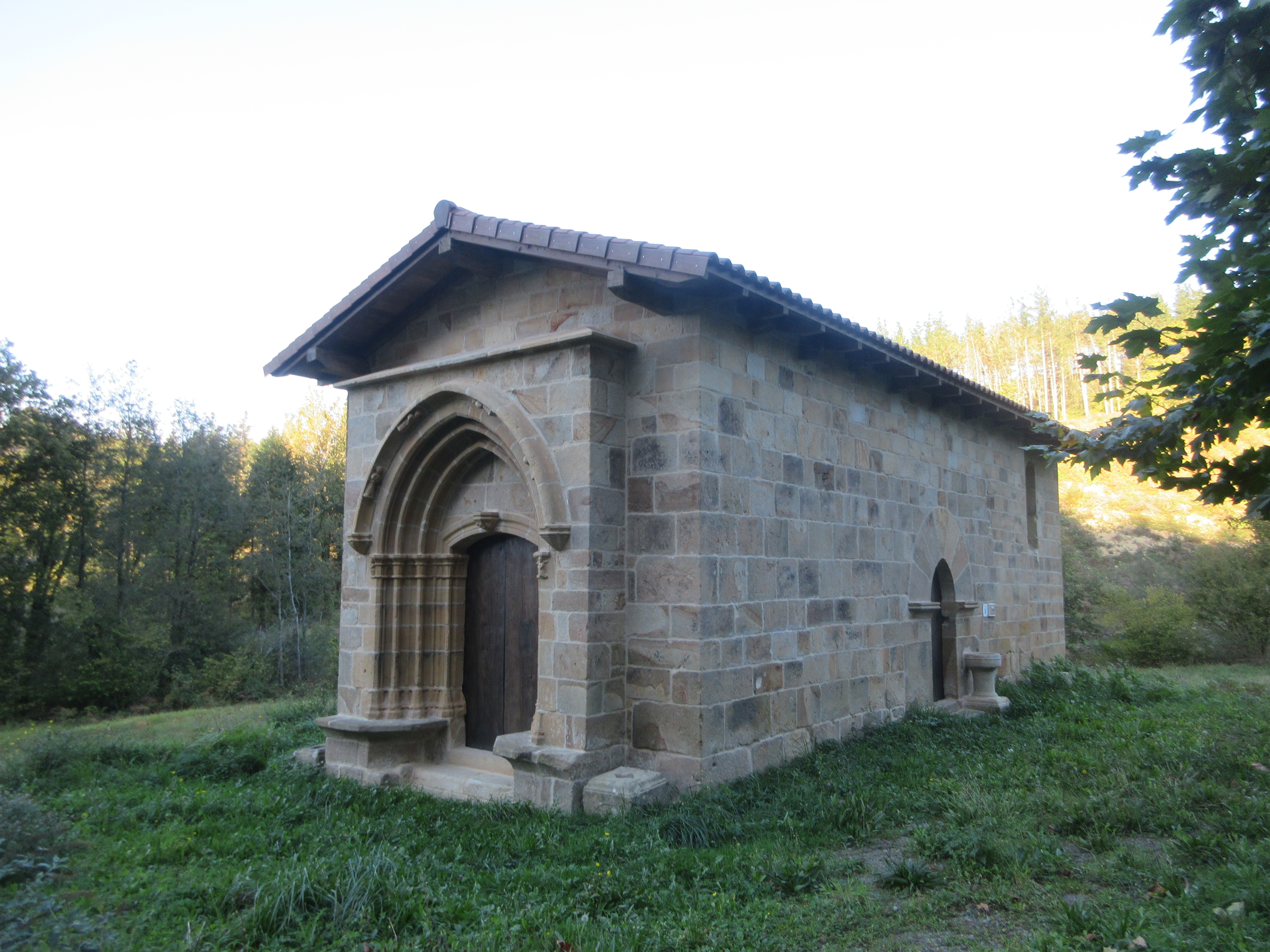
Peterskapelle
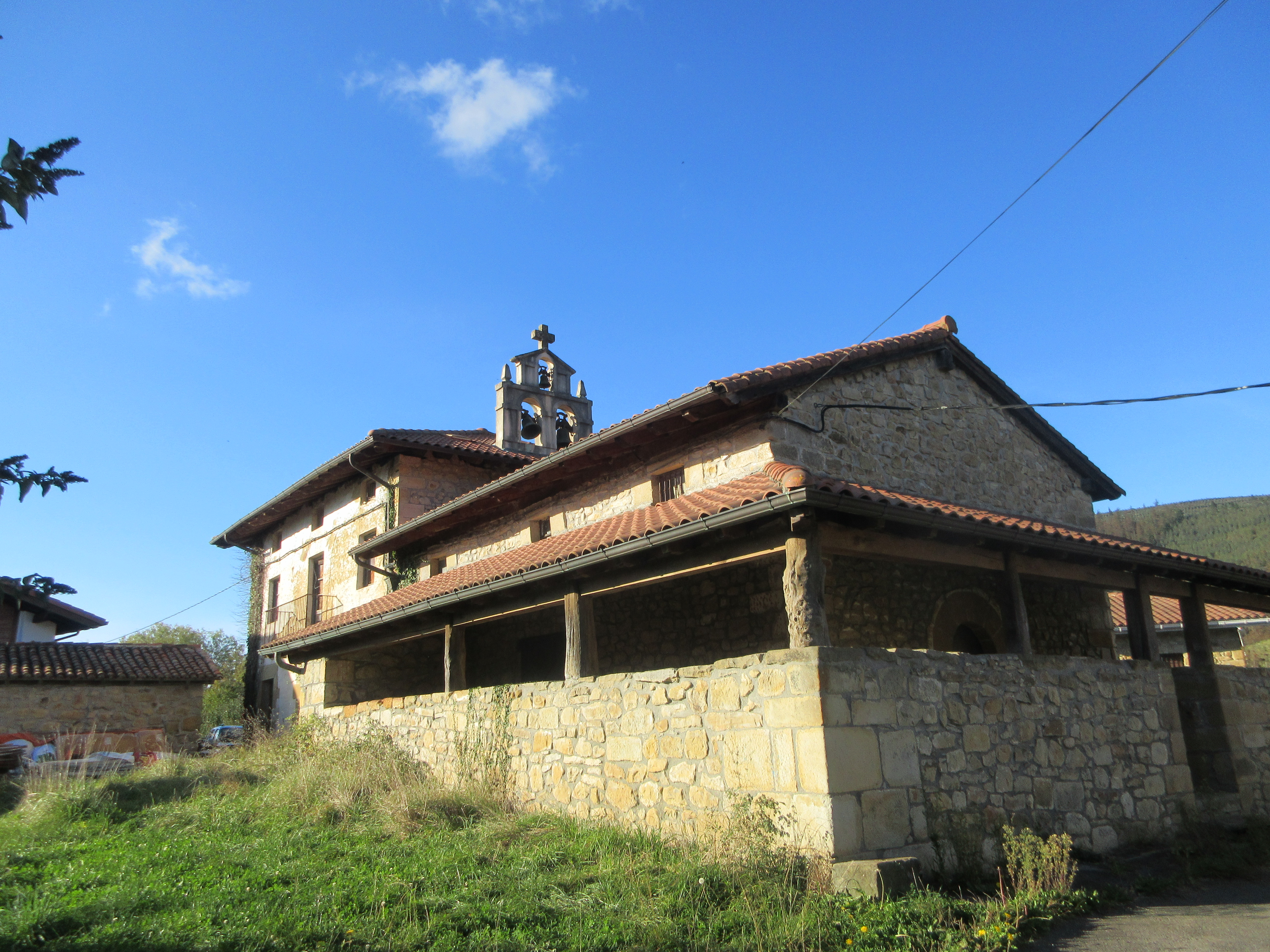
Laurentiuskapelle
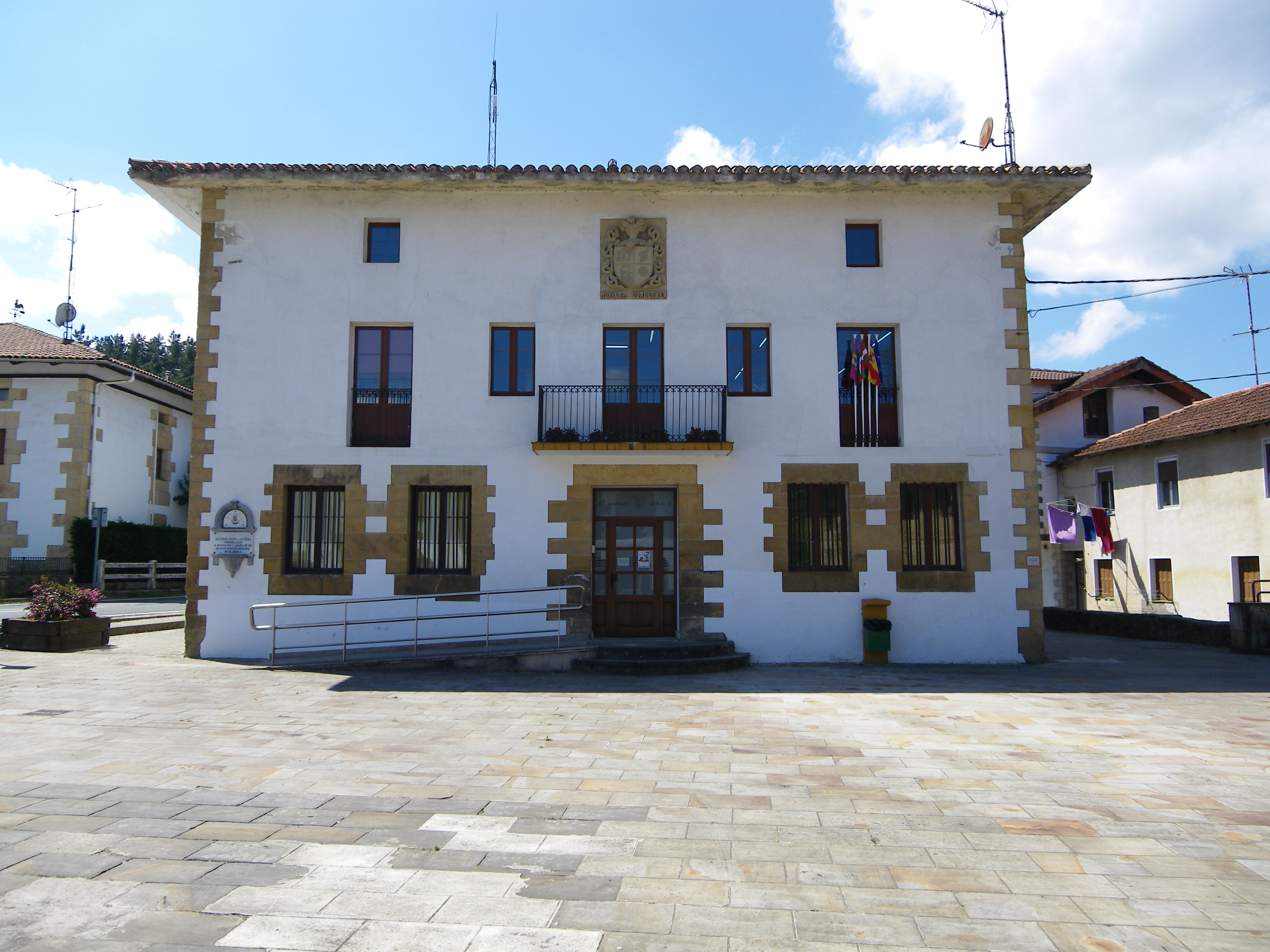
Rathaus

## Persönlichkeiten
- Andrés Gandarias (1943–2018), Radrennfahrer, geboren in Ibárruri